# Daniel Frick
Daniel Frick (* 19. Juni 1978) ist ein ehemaliger liechtensteinischer Fussballspieler.

## Karriere

### Verein
Frick spielte in seiner gesamten Laufbahn für den FC Balzers, ab 1994 in der 1. Mannschaft und in der Saison 2008/09 in der 2. Mannschaft. 2009 beendete er seine aktive Karriere.

### Nationalmannschaft
Er gab sein Länderspieldebüt für die liechtensteinische Fussballnationalmannschaft am 6. September 1995 beim 0:1 gegen Lettland im Rahmen der Qualifikation zur Fussball-Europameisterschaft 1996, als er in der 73. Minute für Patrik Marxer eingewechselt wurde.

### Trainerkarriere
Seit 2019 ist er Trainer der zweiten Mannschaft des USV Eschen-Mauren.